# Aeroportul Seosan
Aeroportul Seosan (IATA: HMY, ICAO: RKTP) este un aeroport din Seosan(서산시청)⁠(d), Chungcheong de Sud, Coreea de Sud.
Situat la o altitudine de 12 m, aeroportul dispune de o singură pistă. Este operat de Republic of Korea Air Force⁠(d).